# Branko Stanković
Branislav „Branko“ Stanković (serbisch-kyrillisch Бранислав „Бранко“ Станковић, * 31. Oktober 1921 in Sarajevo; † 20. Februar 2002 in Belgrad) war ein jugoslawischer Fußballspieler und -trainer. Sowohl als Spieler wie auch als Trainer zählt er zu den wichtigsten Persönlichkeiten von Roter Stern Belgrad im Speziellen und für den jugoslawischen Fußball im Allgemeinen. So wurde er mit Roter Stern als Spieler vier Mal und als Trainer zwei Mal nationaler Meister. Zudem führte er den Verein in der Saison 1978/79 bis ins Finale des UEFA-Pokals. Aufgrund seiner Spielweise, die in jugoslawischen Fußballkreisen als „elegant“ und „überlegen“ bezeichnet wurde, wurde er zu Spielerzeiten von Fans und Teamkollegen Ambassador („Botschafter“ oder „Konsul“) genannt. Ein weiterer Spitzname war Stane, der sich aus seinem Nachnamen ableitete. Er arbeitete einen Teil seiner Trainerkarriere in der Türkei und führte während dieser Zeit sowohl Fenerbahçe Istanbul als auch Beşiktaş Istanbul zur Türkischen Meisterschaft und ist damit nach Tomislav Kaloperović der zweite Trainer, der mit zwei unterschiedlichen Mannschaften diesen Titel holen konnte. Zudem gelang es ihm, nahezu alle Wettbewerbe im türkischen Fußball zu gewinnen. Als Trainer war er aufgrund seines strengen und autoritären Stils bekannt und gefürchtet. Deswegen wurde er in seiner jugoslawischen Heimat und später auch in der Türkei als „Diktator des Fußballs“ bekannt.

## Spielerkarriere

### Verein
Stanković durchlief die Nachwuchsabteilung von FK Slavija Sarajevo und wurde hier 1939 in den Kader der ersten Mannschaft aufgenommen. Nachdem dieser Verein nach dem Ausbruch des Zweiten Weltkriegs geschlossen worden war, wechselte Stanković zu OFK Belgrad. Kriegsbedingt fand nur ein stark eingeschränkter Ligabetrieb statt. Stanković’ Mannschaft nahm an der Serbischen Fußballliga (1940–1944) teil und entschied in den Spielzeiten 1942/43 und 1943/44 die Meisterschaft für sich.
Mit dem Ende des Weltkrieges musste sich der jugoslawische Fußball erst neu formieren. Um dennoch mit dem Ligasystem fortfahren zu können, organisierten alle Staaten, aus denen das neue Jugoslawien nun bestand, eine Auswahlmannschaft und spielten dann in der 1. jugoslawische Fußballliga gegeneinander. Stanković spielte für die serbische Auswahl und gewann mit dieser Mannschaft die Meisterschaft der Saison 1945.
Nachdem 1946 die 1. jugoslawische Fußballliga wieder ihren regulären Spielbetrieb mit Vereinen aufnehmen sollte, wurde Stanković vom erst 1945 neu gegründeten Verein FK Roter Stern Belgrad verpflichtet. Bei diesem Verein befand er sich im Gründungskader, etablierte sich auf Anhieb als Stammspieler und beendete mit ihm die erste Saison als Tabellendritter. Nachdem Stanković' Mannschaft in der Saison 1947/48 den 5. Tabellenplatz belegt hatte, spielte sie in den nachfolgenden zwei Spielzeiten um die Meisterschaft mit, wurde aber beide Male lediglich Vizemeister. Im Jugoslawischen Pokal gelang der Mannschaft in den Spielzeiten 1947/48 und 1948/49 der Pokalgewinn. Schließlich gelang in der Saison 1951 der erste Titelgewinn in der Meisterschaft. Stanković holte bis zum Sommer 1958 zwei weitere Mal die jugoslawische Meisterschaft und einmal den jugoslawischen Pokal.
1958 beendete er nach 195 Ligaeinsätzen und 14 -toren für Roter Stern seine Spielerkarriere. Insgesamt absolvierte er für diesen Verein 495 offizielle Spiele und erzielte dabei 36 Tore. Laut der jugoslawischen Fachpresse entwickelte er einen neuen Typ von Abwehrspieler. Seine Spielweise wurde dann von anderen bekannten jugoslawischen Spielern wie Milovan Đorić, Fahrudin Jusufi, Petar Krivokuća nachgeahmt.

### Nationalmannschaft
Stanković wurde im ersten Länderspiel der jugoslawische Nationalmannschaft nach Ende des Zweiten Weltkriegs in den Kader nominiert. In der Partie gegen die Tschechoslowakei spielte er von Anfang an und gab damit sein Länderspieldebüt. Fortan gehörte er ein Jahrzehnt lang zu den beständigsten Spielern und absolvierte während dieser Zeit nahezu alle Länderspiele Jugoslawiens.
Mit der jugoslawischen Auswahl nahm er an den Olympischen Sommerspielen 1948 teil und schaffte es mit ihr bis ins Turnierfinale. Dabei wurde im Halbfinale der Turniergastgeber Großbritannien mit 3:1 geschlagen. Im Finale traf Stanković' Team auf Schweden, unterlag diesem mit 3:1 und wurde Silbermedaillengewinner. Er selbst absolvierte alle vier Turnierbegegnungen und erzielte in der ersten Partie, die gegen die luxemburgische Nationalmannschaft bestritten wurde, sein erstes Länderspieltor.
Zwei Jahre später nahm er mit Jugoslawien an der Fußball-Weltmeisterschaft 1950 teil. Mit seiner Mannschaft belegte er hier in der Gruppe 1 hinter Brasilien den zweiten Platz und schied damit aus dem Turnier aus.
1952 qualifizierte sich Stanković mit Jugoslawien erneut für die Olympischen Sommerspiele. Bereits in der ersten Begegnung, der Vorrundenbegegnung gegen Indien, gewann Stanković' Team mit 10:1 und stellte damit den höchsten Sieg der Verbandsgeschichte auf. Auch bei dieser Olympiateilnahme wurde das Turnierfinale erreicht. Dieses Mal spielte die Mannschaft gegen Ungarn, die damals mit der als Goldene Elf bezeichneten Mannschaft den Weltfußball dominierte. Nachdem Stanković' Team lange Zeit das 0:0 halten konnte, verlor sie mit Gegentoren in den letzten 25. Minuten mit 0:2 und wurde erneut Silbermedaillengewinner. Auch dieses Mal absolvierte Stanković alle Turnierbegegnungen seiner Mannschaft.
Zwei Jahre später spielte er für Jugoslawien bei der Fußball-Weltmeisterschaft 1954 mit und befand sich mit ihr erneut in einer Gruppe mit Brasilien. Dieses Mal beendete seine Mannschaft vor den Südamerikanern die Gruppe als erster und schaffte es damit ins Viertelfinale. Hier unterlag Jugoslawien 0:2 dem späteren Turniersieger Deutschland.
Nach der WM-1954 spielte Stanković noch zwei Jahre für die jugoslawische Auswahl und absolvierte am 28. November 1956 gegen die Englische Auswahl sein letztes Länderspiel. Während seiner Nationalmannschaftskarriere führte er mit seinem langjährigen Teamkollegen Stjepan Bobek die Liste der Spieler mit den meisten Länderspieleinsätzen für die Jugoslawische Fußballnationalmannschaft an. Zu seinem Karriereende war er mit 61 Länderspielen hinter Bobek, der auf 63 Einsätze kam, der Spieler mit den zweitmeisten Länderspieleinsätzen für Jugoslawien. Beide wurden erst 1961 durch Branko Zebec und noch später durch andere überholt. Aktuell befindet sich Stanković in der Liste auf dem 6. Platz.
Er erzielte in seinen 61 Länderspielen drei Tore und zwei Eigentore und trug in sieben Partien die Kapitänsbinde.

## Trainerkarriere

### Erste Trainerstationen
Stanković besuchte nach dem Ende seiner Spielerkarriere eine Sportschule und schloss diese mit einem Trainerdiplom ab. Anschließend startete er seine Trainerkarriere 1960, indem er den Verein FK Željezničar Sarajevo als Cheftrainer zu betreuen begann. Am Saisonende verließ er diesen Verein wieder, nachdem er zuvor mit diesem die Tabelle auf dem 6. Platz beendet hatte.
Zur Saison 1963/64 übernahm er den Zweitligisten NK Olimpija Ljubljana und betreute diesen eine Saison lang.

### Erste Meisterschaft als Trainer
Im Sommer 1964 wurde er bei FK Vojvodina Novi Sad als neuer Trainer eingestellt. Nachdem er die erste Saison mit diesem Klub auf dem 9. Tabellenplatz beendet hatte, spielte er in der zweiten Saison, der Saison 1965/66, um die Meisterschaft mit. Diesen Verein führte er schließlich souverän mit einem 8-Punkte-Vorsprung zur ersten Meisterschaft der Vereinsgeschichte und machte damit das erste Mal als Trainer auf sich aufmerksam. Diese Leistung führte dazu, dass er 1966 auch als Co-Trainer der jugoslawische Nationalmannschaft arbeitete. In der Saison 1966/67 beendete er mit seinem Verein zwar die Liga auf dem 4. Tabellenplatz, schaffte es aber im Europapokal der Landesmeister 1966/67 bis ins Viertelfinale und schied hier gegen den späteren Turniersieger Celtic Glasgow knapp nach einem Gesamtergebnis von 1:2 aus.

### Griechenland und Portugal
Ab dem Jahr begann Stanković seine Karriere im Ausland fortzusetzen und übernahm als erste Auslandstätigkeit den Cheftrainerposten beim griechischen Verein und amtierenden griechischer Meister AEK Athen. Nachdem er in seiner ersten Saison den sechsten Tabellenplatz erreichen konnte, konnte er seine Mannschaft in der Saison 1969/70 hinter dem Erzrivalen Panathinaikos Athen zur Vizemeisterschaft. Schließlich konnte er in der Saison 1970/71 mit seiner Mannschaft die griechischen Meisterschaft holen.
Nachdem sein Klub in den Spielzeiten 1971/72 und 1972/73 in der Meisterschaft chancenlos geblieben war, übernahm er in der Saison 1973/74 den Ligarivalen Aris Thessaloniki. Mit diesem Verein beendete er die Saison auf dem 3. Tabellenplatz.
Im Sommer 1974 verließ er Griechenland und setzte seine Karriere in Portugal fort. Hier übernahm er den FC Porto. Diesen Verein führte er in der Saison 1974/75 zur Vizemeisterschaft und damit zur besten Platzierung seit sechs Jahren. Trotz dieser guten Platzierung wurde die Zusammenarbeit nicht fortgesetzt.
Zur Saison 1975/76 kehrte er nach Griechenland zurück und wurde hier der Cheftrainer von PAOK Thessaloniki, dem Erzrivalen seiner früheren Vereins Aris Thessaloniki. Nachdem er mit diesem Klub, der amtierenden griechischer Meister war, nur den 3. Platz erreichen konnte, verließ er diesen Klub bereits nach einer Saison.

### Glorreiche Zeit bei FK Roter Stern Belgrad
Im Sommer 1977 kehrte er nach Jugoslawien zurück und übernahm zum zweiten Mal FK Vojvodina Novi Sad. Bereits nach einer Saison übernahm er FK Roter Stern Belgrad, jenen Verein, mit dem er bereits als Spieler große Erfolge erreichte. In seiner ersten Saison führte den erfolgsverwöhnten Verein zwar nur zum 3. Tabellenplatz, sorgte aber im UEFA-Pokal 1979/80 für eine große Überraschung. Mit seinem Verein schaffte er es bis ins UEFA-Pokal-Finale und traf hier auf den deutschen Klub Borussia Mönchengladbach. Nach zwei hart umkämpften Spielen hatte seine Mannschaft das Nachsehen gegenüber der Borussia. In den Spielzeiten 1979/80 und 1980/81 dominierte er mit seinem Verein den jugoslawische Fußball und wurde zwei Mal mit großen Punktevorsprung Meister. In diesen Spielzeiten wurde auch im UEFA-Pokal 1979/80 das Achtelfinale und im Europapokal der Landesmeister 1980/81 das Viertelfinale erreicht. 1982 ging seine Tätigkeit bei Roter Stern Belgrad zu Ende.

### Türkei
Bereits in den letzten Spieltagen der Saison 1981/82 wurde er beim türkischen Spitzenklub Fenerbahçe Istanbul als Trainer für die nächste Saison gehandelt. Der sonst erfolgsverwöhnte Verein hatte in den letzten vier Jahren lediglich in zwei Spielzeiten um die türkische Meisterschaft gespielt und erreichte in der Saison 1980/81 den Klassenerhalt erst am letzten Spieltag. Um den Verein wieder an der Tabellenspitze zu etablieren, versuchte der Klubpräsident Ali Şen einen strengen ausländischen Trainer zu verpflichten. Nachdem im April 1982 der deutsche Trainer Friedel Rausch entlassen und interimsweise durch Yılmaz Yücetürk ersetzt worden war, wurde Stanković vom Verein als Trainer der engeren Wahl genannt. Dabei wurde er als sehr strenger Trainer vorgestellt und erwähnt, dass dieser in seiner jugoslawischen Heimat als Diktator des Fußballs bekannt war. Nach diesen Entwicklungen erklärte der Verein, dass Stanković in der ersten Mai Woche in die Türkei kommen, einen Vertrag unterschreiben und die zu verpflichtenden Spieler bestimmen werde. Schließlich reiste er erst Ende Mai nach Istanbul und unterschrieb mit Fenerbahçe einen Vertrag. Stanković erzählte später, dass er mit Ali Şen eine langjährige Freundschaft hatte und er Fenerbahçe nur übernommen hatte, weil er vor Jahren Şen diesbezüglich sein Wort gegeben hatte. Er besuchte noch am gleichen Tag das Mannschaftstraining und teilte seinen zukünftigen Spielern mit, dass er von ihnen als erstes Disziplin erwarte. Er hielt sich anschließend einige Tage in Istanbul auf und beobachtete noch während der regulären Saison die Mannschaft und versuchte sich so ein Bild über jeden Spieler zu machen.
Am 10. Juli 1982 kam er in die Türkei und begann hier mit dem Start des vorsaisonalen Vorbereitungscamps seinen Dienst. Bereits in seiner ersten Trainingseinheit veranlasste er, dass der zu spät zum Training erschienene Dolmetscher Erman als Strafe für sein Zuspätkommen eine Geldstrafe von einem Monatsgehalt erhielt. Stanković unterzog die Mannschaft vom ersten Tag an einem für sie ungewohnt strengen und zermürbendem Trainingsprogramm. Dies führte dazu, dass bereits nach der ersten Trainingseinheit sich einige Spieler verletzten und/oder sich über die harten Trainingsbedingungen zu beschweren begannen. So begannen einige Spieler wie Bahtiyar Yorulmaz sich zu beschweren, die dann Stanković aus dem Kader suspendierte.
So strukturierte Stanković im Vorbereitungscamp und auch im Saisonverlauf die Mannschaft stark um, suspendierte gestandene Spieler bzw. veranlasste deren Verkauf und ergänzte die Mannschaft mit vielen jungen und neuen Spielern wie Hasan Özdemir, İsmail Kartal, Sedat Karaoğlu, Onur Kayador, Müjdat Yetkiner, Özcan Kızıltan, Selçuk Yula, Arif Kocabıyık, Osman Denizci, Mehmet Hacıoğlu und Cem Pamiroğlu. Spieler wie İsa Ertürk, Bahtiyar Yorulmaz, Güngör Tekin und Fahruddin Zeynelovic wurden entweder verkauft oder aus dem Kader suspendiert. Die Maßnahmen von Stanković zeigten schnell Wirkung, so konnte er mit seinen Spielern im vorsaisonalen TSYD-Istanbul-Turnier als Sieger hervorgehen und so den ersten Titel der Saison holen. In der Liga übernahm seine Mannschaft am 9. Spieltag die Tabellenführung vom Erzrivalen Galatasaray Istanbul und beendete die Hinrunde vor diesem mit einem Zweipunktevorsprung als Herbstmeister. In der Rückrunde verteidigte Stanković' Mannschaft bis auf zwei Spieltage gegenüber Galatasaray und Trabzonspor zwar die Tabellenführung, konnte sich aber nicht von diesen beiden Verfolgern absetzen. Am 32. Spieltag traf die Mannschaft auswärts auf Galatasaray und hatte vor der Partie einen 4-Punktevorsprung auf Galatasaray und 3-Punktevorsprung auf Trabzonspor. Durch einen Sieg hätte die Mannschaft Galatasaray aus dem Meisterschaftskampf eliminiert und den Vorsprung auf Trabzonspor bewährt. Fenerbahçe konnte im Derby zwar die frühe 1:0-Führung Galatasarays in der 12. Minute durch ein Tor von Özcan Kızıltan ausgleichen, ging aber mit 1:3 in die Halbzeitpause. Bereits in der dritten Minute der 2. Halbzeit baute Galatasaray seine Führung auf 4:1 aus und gefährdete damit die sicher geglaubte Meisterschaft Fenerbahçes. Ab der 60. Minute startete Stanković' Mannschaft eine Aufholjagd und drehte in der 71. Minute das Spiel auf den Endstand 4:4 und sorgte so für eine der denkwürdigsten Partien des Interkontinentalen Derbys. Mit diesem Sieg brachte man Galatasaray endgültig aus dem Meisterschaftsrennen und behielt gegenüber Trabzonspor einen 2-Punktevorsprung. Am 12. Juni 1983, dem 33. Spieltag, sicherte sich Stanković mit Fenerbahçe durch einen 2:1-Auswärtssieg gegen Bursaspor einen Spieltag vor Saisonende vorzeitig die 10. Meisterschaft der Vereinsgeschichte. Trabzonspor kam am gleichen Spieltag gegen Zonguldakspor über ein 1:1-Unentschieden nicht hinaus. Neben der türkischen Meisterschaft setzte sich auch Stanković im Türkischen Pokal durch und schaffte in seiner ersten Saison das türkische Double. Zudem wurden in dieser Saison der Präsidenten-Pokal, der Marinepokal und Verbandspokal geholt. Diese Saison ging als Saison mit fünf Pokalen in die Vereinsannalen ein.
Nach dieser erfolgreichen ersten Saison blieb Stanković auch in der Saison 1983/84 Cheftrainer. In der Liga lieferte seine Mannschaft sich mit Trabzonspor, Galatasaray und Beşiktaş Istanbul ein Kopf-an-Kopf-Rennen um die türkische Meisterschaft. Dabei gelang es Stanković in der Hinrunde nur am 3. Spieltag die Tabellenführung zu übernehmen und lag ansonsten hinter den sich abwechselnden Tabellenführern Galatasaray und Beşiktaş. In der Rückrunde übernahm Stanković' Team am 21. Spieltag die Tabellenführung und verteidigte sie aber nur vier Spieltage lang. Vor dem 26. Spieltag belegte Fenerbahçe mit lediglich einem Punkt Abstand hinter Trabzonspor den 2. Tabellenplatz und war punktgleich mit dem Tabellendritten Galatasaray. Bereits in der Samstagspartie des Spieltages unterlag Galatasaray mit 0:3 Orduspor und ermöglichte so Fenerbahçe durch einen Heimsieg gegen den anderen direkten Konkurrenten Trabzonspor eine erste Vorentscheidung Richtung Meisterschaft zu erreichen. In der hart umkämpften und mit 26.000 Zuschauern ausverkauften Partie lieferten sich beide Mannschaften ein packendes Spiel. Trabzonspor ging aus dieser Partie durch das in der 89. Minute erzielte Kopfballtor von Hasan Şengün mit 1:0 als Sieger hervor und vergrößerte seinen Abstand auf seine beiden Kontrahenten auf drei Punkte. Stanković' Mannschaft konnte aus einigen Punktverlusten Trabzonspors nicht profitieren und vergab am vorletzten Spieltag die Meisterschaft an den Rivalen. Die misslungene Titelverteidigung wurde Stanković zugeschrieben, da seine Mannschaft nach dem Derby gegen Trabzonspor aus den verbliebenen acht Spielen nur einen Sieg und sieben Unentschieden holen konnte. Im türkischen Pokal schied Stanković mit seiner Mannschaft im Halbfinale gegen den Erzrivalen Beşiktaş aus. In dieser Saison wurde der Präsidenten-Pokal und zum zweiten Mal in Folge der Marinepokal gewonnen. Bereits vor dem letzten Spieltag erklärte die Vereinsführung in der nächsten Saison nicht mehr mit Stanković arbeiten zu wollen.
Nach dem Abschied von Fenerbahçe wurde Stanković beim Erzrivalen Beşiktaş als neuer Trainer gehandelt. Schließlich einigten sich beide Seiten Mitte Juni 1986 auf eine Zusammenarbeit. Stanković unterschrieb einen Zweijahresvertrag und sollte für diese Zeit ein Gehalt von 50 Millionen türkische Lira erhalten. Mit seinem neuen Verein übernahm er am 6. Spieltag der Saison 1984/85 das erste Mal die Tabellenführung, vergab diese aber nach zwei Spieltagen an seinen früheren Klub Fenerbahçe. Am 12. Spieltag eroberte er mit Beşiktaş die Tabellenführung zurück und vergab diese nach drei Spieltagen dieses Mal an Trabzonspor. Am 17. Spieltag übernahm Stanković' Mannschaft erneut den 1. Tabellenplatz und sicherte sich dadurch die Herbstmeisterschaft. In der Rückrunde baute Beşiktaş die Tabellenführung zeitweise auf vier Punkte aus, verlor aber die Tabellenführung am 31. Spieltag aufgrund des schlechteren Torverhältnisses an Fenerbahçe. Die verbleibenden vier Spieltage blieb man zwar immer punktgleich zu Fenerbahçe, wurde jedoch zum Saisonende aufgrund des schlechteren Torverhältnisses Vizemeister. In der Saison 1985/86 lieferte sich Stanković' Mannschaft ab dem 14. Spieltag mit Galatasaray ein Kopf-an-Kopf-Rennen um die Meisterschaft. Nachdem am 18. und 20. Spieltag die Tabellenführung kurzzeitig übernommen wurde, blieb der Klub bis zum 33. Spieltag hinter Galatasaray Tabellenzweiter und löste diesen am 33. Spieltag ab. Die verbleibenden Spieltage behielt Beşiktaş aufgrund des besseren Torverhältnisses die Tabellenführung gegenüber Galatasaray und beendete die Saison als Meister. In dieser Saison wurde er mit Beşiktaş auch Präsidenten-Pokal- und Marinepokalsieger.
Nach der gewonnenen Meisterschaft mit Beşiktaş erklärte Stanković, dass er von einem anderen Klub ein besseres Angebot erhalten habe und deswegen unentschlossen bezüglich einer Vertragsverlängerung sei. Nachdem die Fachpresse auf einen Abschied von Stanković spekulierte, verkündete die Vereinsführung, dass man sich mit Stanković einig sei und in den nächsten Tagen mit diesem eine Vertragsverlängerung unterschreiben werde. Einen Tag nach dieser Pressemitteilung unterschrieb Stanković allerdings mit Fenerbahçe einen Vertrag und verließ damit Beşiktaş. Fenerbahçe war in der letzten Spielzeit, der Spielzeit 1986/87, chancenlos in der Meisterschaft geblieben. In der damals gültigen Zwei-Punkte-Regelung belegte einen Tabellenplatz der eine Punktedifferenz von 14 Punkten zum jeweiligen Meister aufwies. So verpasste der Verein auch die Qualifikation für die europäischen Pokalwettbewerbe.
Stanković startete mit seiner Mannschaft verheißungsvoll in die Saison und holte mit dem vorsaisonalen TSYD-Istanbul-Pokal den ersten Titel der Saison. In die Liga startete Fenerbahçe allerdings auch unter Stanković hinter den Erwartungen und verlor früh den Anschluss an die Tabellenspitze. Nachdem auch in der Rückrunde sich die Situation nicht besserte, wurde Stanković von einigen Vereinsfunktionären in Frage gestellt und zum Rücktritt gedrängt. Er lehnte dies ab und blieb weiterhin Trainer. Nachdem sich abzeichnete, dass Fenerbahçe auch in dieser Saison über die Ligaplatzierung sich für keinen europäischen Pokalwettbewerb qualifizieren werde, konzentrierte sich Stanković auf den Türkischen Pokalwettbewerb. Hier traf die Mannschaft im Viertelfinale auf den damals starken Verein Samsunspor. Dieser Verein hatte die letzten drei Begegnungen gegen Fenerbahçe überlegen gewonnen und in zwei dieser Spiele Fenerbahçe mit 0:4 zwei der herbsten Niederlagen der Vereinsgeschichte zugefügt. Auch im ersten Spiel des Pokalviertelfinales unterlag Stanković' Team Samsunspor auswärts mit 0:1. Dadurch riskierte der Verein die Qualifikation für die europäischen Pokalwettbewerbe einerseits und erlebte andererseits die vierte Niederlage in Folge gegen Samsunspor. Unter diesen angespannten Umständen lieferten sich beide Teams im Rückspiel, welches am 1. April 1987 vor heimischer Kulisse gespielt wurde, eine packende Partie. Fenerbahçe vergab mehrere hochkarätige Tormöglichkeiten und verschoss einen Elfmeter. Das Spiel endete mit 0:0, wodurch Samsunspor aufgrund des Hinspielsieges sich für das Halbfinale qualifizierte. Dadurch verfehlte Stanković auch die letzte Möglichkeit, sich mit Fenerbahçe für einen europäischen Pokalwettbewerb zu qualifizieren. Da es nach dem Spielabpfiff gegen Samsunspor zu tumultartigen Situationen und zu einem Handgemenge kam, in dem mehrere Fenerbahçe-Spieler involviert waren, erhielten die Fenerbahçe-Spieler Müjdat Yetkiner, Abdülkerim Durmaz, Sedat Karaoğlu und Hasan Özdemir vom nationalen Fußballverband eine Spielsperre von drei bzw. vier Monaten. Nach diesen Entwicklungen musste Stanković ohne diese Spieler, die zu den wichtigsten Leistungsträgern seiner Mannschaft zählten, auskommen. Nachdem sein Team keine Steigerung in der Liga vorweisen konnte, wurde über eine Entlassung von Stanković spekuliert. Erst entschied sich Fenerbahçe gegen eine Entlassung und für eine Einschränkung von Stanković' Befugnissen. Nach der 1:3-Niederlage gegen Sarıyer SK beriet die Vereinsführung und entließ vor dem 34. Spieltag Stanković.

### Rückkehr zu Roter Stern Belgrad
Nach dem Abschied von Fenerbahçe wurde Stanković für die Saison 1987/88 als neuer Trainer von Beşiktaş gehandelt. Er erklärte hingegen auf keinen Fall in der Türkei bleiben zu wollen. Stattdessen erklärte er, dass er in seine Heimat zurückkehren werde. Im August 1987 erklärte er einer Zeitung, seine Trainerkarriere beendet zu haben. Trotz dieser Erklärung verhandelte er im Sommer 1988 mit Beşiktaş für eine Trainertätigkeit für die Saison 1988/89 und erstellte vor der Vertragsunterschrift mit dem Vereinspräsidenten Süleyman Seba eine Transferliste. Nachdem es doch zu keiner Zusammenarbeit mit Beşiktaş gekommen war, übernahm Stanković in der Saison seinen alten Verein Roter Stern Belgrad. Mit diesem traf er im Europapokal der Landesmeister der Saison 1988/89 in der 2. Runde auf den AC Mailand. Nachdem das Hinspiel in Mailand 1:1 zu Ende gegangen war, führte Stanković Team im Rückspiel vor heimischer Kulisse und 100.000 Zuschauern 1:0. Das Spiel wurde in der 60. Minute aufgrund starken Nebels abgepfiffen und für den darauffolgenden Tag neu angesetzt. Die Wiederholungspartie wurde von Beginn an neu gespielt. Roter Stern geriet hier nach einem Tor von Marco van Basten 0:1 in Rückstand und konnte dann mit Dragan Stojković ausgleichen. Nachdem auch nach der Verlängerung keine Entscheidung gefallen war, schied Stanković' Team nach Elfmeterschießen unglücklich aus und verpasste gegen den damals den europäischen Fußball dominierenden AC Mailand eine Sensation. Da Stanković mit seiner Mannschaft in der nationalen Liga hinter den Erwartungen geblieben war und zuletzt auch im Pokal ausschied, entließ ihn Roter Stern am Ende der Hinrunde.

### Rückkehr in die Türkei
Für die Rückrunde der Saison 1988/98 nahm Stanković das Angebot des türkischen Erstligisten Karşıyaka SK an und kehrte nach eineinhalb Jahren in die Türkei zurück. Nachdem die Saison auf dem 11. Tabellenplatz beendet wurde, entschied sich Vereinsführung gegen eine Fortsetzung der Zusammenarbeit mit Stanković. Nach dieser Tätigkeit beendete Stanković seine Trainerkarriere endgültig.

## Trivia
- Neben seiner Fußballkarriere absolvierte Stanković auch ein Studium der Sportwissenschaften und wurde dadurch ein ausgebildeter Sportlehrer.
- Stanković galt als sehr strenger und autoritärer Trainer, der seinen Spielern alles abverlangte. Dies führte besonders in der Türkei zu einigen interessanten Vorfällen:
  - In der Saison 1986/87 überwarf sich Stanković bei Fenerbahçe sofort mit seinen Spielern, in dem er von ihnen erwartete, ihre Ernährung explizit nach seinen Vorstellungen umzustellen. So erwartete er von ihnen rohes Fleisch zu essen.[34]
  - Während einer Trainingseinheit bei Beşiktaş regte sich Stanković so sehr über seine Spieler auf, die seine taktischen Anweisungen ungenügend umsetzten und stattdessen immer wieder Wasser tranken, dass er den Wasserbehälter mit einem Tritt umkippte und seinen Spielern verbot, im Rest dieser Trainingseinheit Wasser zu trinken.

## Erfolge

### Als Spieler
Mit OFK Belgrad
- Serbischer Meister: 1942/43, 1943/44

Mit SR Serbien
- Jugoslawischer Meister: 1945

Mit FK Roter Stern Belgrad
- Jugoslawischer Meister: 1951, 1952/53, 1955/56, 1956/57
- Jugoslawischer Vizemeister: 1948/49, 1950, 1952
- Jugoslawischer Pokalsieger: 1947/48, 1948/49, 1950
- Jugoslawischer Pokalfinalist: 1952, 1954

Mit der jugoslawischen Nationalmannschaft
- Silbermedaillengewinner bei den Olympischen Sommerspielen: 1948, 1952
- Teilnehmer der Fußball-Weltmeisterschaft: 1950, 1954

### Als Trainer
Mit FK Vojvodina Novi Sad
- Jugoslawischer Meister: 1965/66

Mit AEK Athen
- Griechische Meister: 1970/71

Mit FK Roter Stern Belgrad
- Jugoslawischer Meister: 1979/80, 1980/81

Mit Fenerbahçe Istanbul
- Türkischer Meister: 1982/83
- Türkischer Pokalsieger: 1982/83
- Präsidenten-Pokalspieler: 1983/84
- Marinepokalsieger: 1982/83, 1983/84
- TSYD-Istanbul-Pokalsieger: 1982/83, 1986/87

Mit Beşiktaş Istanbul
- Türkischer Meister: 1985/86
- Präsidenten-Pokalspieler: 1985/86
- Marinepokalsieger: 1985/86
- TSYD-Istanbul-Pokalsieger: 1984/85